# Meteorit Acfer 214
El meteorit Acfer 214 és un meteorit de 612 grams que va ser descobert a Tanezrouft, a la província de Tamanrasset, a Algèria, l'any 1991.

## Classificació
El meteorit és de tipus condrita, de la classe de les condrites carbonatades, una classe principal de condrites que majoritàriament tenen ratios de Mg/Si properes a la del valor solar, i composicions d'isòtops d'oxigen que s'albiren per sota de la línia de fraccionament terrestre. Pertany al grup CH, un grup químic d'alt contingut metàl·lic. Les condrites del grup CH tenen còndrules diminutes i inclusions refractàries (~ 0,02 mm), abundants metalls (~ 20 vol%), sense matriu de gra fi, excepte clasts xenolítics, i sulfurs rars compatibles amb el contingut d'elements poc volàtils. No és clar si els membres d'aquest grup són veritables condrites, ja que podrien haver format una mica més tard en la història del sistema solar. Petrològicament són de tipus 3, el que designa condrites que es caracteritzen per còndrules abundants, baixos graus d'alteració aquosa i ensamblatges de minerals poc equilibrats. Molts dels grans de piroxens amb baix contingut en calci són monoclínics i presenten macles polisintètiques.

## Mineralogia
Al meteorit han estat descrites fins a set espècies minerals reconegudes per l'Associació Mineralògica Internacional: fayalita, addibischoffita, anortita, hibonita, kushiroïta, perovskita i espinel·la. Una d'aquestes espècies, l'addibischoffita, un inosilicat de fórmula química Ca₂Al₆Al₆O20 aprovat per l'IMA l'any 2015, va ser descoberta al meteorit.